# Стара-Рьека
Стара-Рьека (словац. Stará rieka) — река в Словакии, протекает по Банска-Бистрицкому краю. Длина реки — 22,49 км, площадь водосборного бассейна — 160,425 км². Правый приток Тисовника (бассейн Дуная). Код реки — 4-24-02-801.
Берёт начало в массиве Яворье, на южном склоне горы Приечне (1023 м) на высоте 910 м над уровнем моря.
В связи с угольными разработками в конце XX века русло реки было решено перенести восточнее, в левый приток Стары-Рьеки — Копровницу. Для этого в 1962 году в горе был пробит тоннель, куда и пустили всю воду. Участок старого русла с тех пор стали называть «рукавом Старой-Рьеки» словац. rameno Starej rieky. По завершении добычи планируется возвращение реки в старое русло, с отводом в тоннель избыточных вод.

## Бассейн
По порядку от устья:
- Bukovec (лв)
- Lomský potok (лв)
  - Brezovský potok (пр)
- Копровница (лв)
  - Lipovník (пр)
  - Dobrá voda (пр)
  - Slatinka (пр)
- Hrádocký potok (пр)
- Leštiansky potok (пр)
- Fabianov potok (лв)
- Kršakov potok (лв)
- Brožkov potok (лв)[3]